# 동방고속
동방고속은 전라남도의 시외버스 운송 업체이며, 본사는 전라남도 고흥군 고흥읍 터미널길 23-1 (서문리)에 있다.

## 운행 노선
2015년 11월 기준이다.
| 운행업체 | 보유 노선수 | 보유 노선수 | 보유 노선수 | 보유 노선수 | 등록 대수 | 등록 대수 | 등록 대수 | 등록 대수 | 등록 대수 |
| -------- | ----------- | ----------- | ----------- | ----------- | --------- | --------- | --------- | --------- | --------- |
| 운행업체 | 노선 합계   | 직행        | 일반        | 고속        | 대수 합계 | 직행      | 일반      | 고속      | 예비      |
| 동방고속 | 18          | 18          | -           | -           | 31        | 31        | -         | -         | ?         |

광주광역시(유스퀘어) 출발 노선
- 광주 ~ 학동 ~ 소태역 ~ 화순 ~ 곡천 ~ 벌교 ~ 과역 ~ 고흥 ~ 녹동 (광우고속과 공동운행)[2]

순천 출발 노선
- 순천 ~ 광양 ~ 동광양(금호고속과 공동운행)

여수 출발 노선
- 여수 ~ 여천 ~ 덕양 ~ 순천 ~ 벌교 ~ 과역 ~ 고흥 ~ 녹동
- 여수 ~ 순천 ~ 광양 ~ 동광양 ~ 광영

고흥 출발 노선
- 고흥 ~ 과역 ~ 벌교 ~ 순천 ~ 서부산 (금호고속과 공동운행)
- 고흥 ~ 나로도 (직행좌석버스)
- 고흥 ~ 안산 ~ 인천 (경기고속과 공동운행)

녹동 출발 노선
- 녹동 ~ 고흥 ~ 과역 ~ 벌교 ~ 순천 ~ 덕양 ~ 여천 ~ 여수

## 차량
- 현대자동차: 유니버스 스페이스 엘레강스, 뉴 프리미엄 유니버스 익스프레스 노블
- 기아: 뉴 그랜버드 이노베이션 그린필드, 뉴 그랜버드 슈퍼 프리미엄 그린필드, 뉴 그랜버드 슈퍼 프리미엄 실크로드 캄